# Ptsitj
Ptsitj (vitryska: Пціч, ryska: Ptich’) är ett vattendrag i Belarus. Det ligger i den centrala delen av landet, 210 km söder om huvudstaden Minsk.